# 소떡소떡
소떡소떡( Sotteok Sotteok) 은 대한민국의 대표적인 길거리 음식이자, K-FOOD 중에 하나이다. 2018년 MBC 전지적 참견 시점에서 이영자가 경부고속도로 안성휴게소의 '소떡소떡'을 언급하여 유명해졌고, BTS가 추천한 K-콘텐츠 관광상품 7종에 신정되었다. (기사: BTS가 추천한 소떡소떡 먹어요" K-콘텐츠 관광상품 7종 선정)
'소떡소떡'은 2010년 와이앤비푸드가 처음 개발, 상표로 등록했다. 대형마트, 프렌차이즈 치킨집, 푸드트럭에서 판매하고 있으며 최초 개발한 와이앤비푸드의 온라인몰(쿠즈락) 등에서 구매할 수 있다. 
일반적으로는 떡면과 비엔나 소시지를 번갈아 꼬치에 꽂고, 떡과 소시지에 머스터드 소스 또는 고추장 기반의 양념 등을 묻혀 먹는 음식이나 떡갈비와 접목한 갈떡궁합, 어묵과 결합한 어떡어떡 등 다양한 형태로 출시되었다.
현 대형마트, 휴게소, PC방, 푸드트럭, 포장마차, 술집 등 에서도 판매되고 있다.